# محمد علي جمال زاده
محمد علي جمال زادة (بالفارسية: محمد علي جمالزاده) مؤسس الطراز الفارسي من نهج القصة الأوروبية القصيرة. ولد في اصفهان لأسرة من الطبقة المتوسطة. تاريخ ميلاده بين الأعوام 1892 الي 1896 المذكورة. في نهاية حياته، حتي انه هو نفسه لم يكن علي يقين تام من السنة الصحيحة. عام 1895 قد اعتادت له يوم ولادته. جمالزاده والد السيد جمال الدين اصفهاني هو تقدمي من الملا رفعت ضد الاستبداد وتقديم الخطب الحامية ضد الحكومة والخطب التي الهمت ابنه وهبطت نفسه في السجن حيث كان بالتسمم. جمالزاده الشباب، يعيشون في إيران فقط حتي سن الثانية عشره أو الثالثة عشره. ثم عاش في لبنان حيث حضر انتورا المدرسة الكاثوليكية (1908) بالقرب من بيروت في فرنسا (1910)، وسويسرا. هناك، ودرس القانون في جامعه لوزاني في وقت لاحق في ديجون. بعد وفاه والده، جامالزاده الحياة أصبحت صعبه بعض الشيء، ولكن وبفضل العديد من الاصدقاء من يسانده وأحيانا الطلاب من دفع الرسوم الجامعية، وهو باق جوعا. وفي الوقت الذي جءت الحرب العالمية المقبله، وقال انه منذ شبابه. وانضم الي مجموعه من الوطنيين في برلين، وفي عام 1915، اسس صحيفة (راستاخيز) في بغداد. كما تعاون مع مجلة كافح (عام 1916). وفي عام 1917، نشر أول كتاب له بعنوان غانج ه شايغان (كنز يستحق). لمحه عامه إيران مطلع القرن غانج ه شايغان تتعامل مع إيران السياسية والاجتماعية والاقتصادية، اسهاما كبيرا غابينغ المسافة بين الأدب والعلوم. وفي نفس العام، كما تمثل القوميين في العالم الاشتراكي في مءتمر ستوكهولم. وبعد سنه، حتي عام 1931 عندما التقطت اقامته في جنيف ويعمل مكتب العمل الدولي تنفق في صنع لنقل الوظائف مثل العمل في السفارة الإيرانية في برلين. وخلال كل هذه السنوات انعدم اتصال جامالزاده اتصال مع إيران. لكن هذا لا يمنع من تعلم الفارسية هو من تلقاء نفسه. بل بالاعتماد علي ضعف الخبرات المكتسبه في عمر العطاء، وكتب عن حياه الإيرانيين المعاصرة له. اعرب عن قلقه ازاء اللغة واستخدام الأسلوب الرواءي، بما في ذلك التكرار تتراكم من الصفات، وتعبيرات شعبيه بسرعه من تذكير القارء بخلفيته واخلاصه المساهمة. بعد المسافة جدا من مصادر الأحداث المذكورة وسط دقه مءلفاته. وتشكل تجاهلا وعدم الرغبة في العودة الي مءلفاته ويقوم بتنقيح يضاعف الصعوبة. جمالزاده الرئيسية يحق داءره العمل داءره المهد نابود (مره بعد مره. في عام 1921 في برلين، ومره عند وقت لم تصل الي إيران بعد سنه. واذا كان الامر كذلك، فانه لم يرد ايجابيا علي الإطلاق.
الجمهور وخصوصا رجال الدين، محتقر جمالزاده تصوير بلدهم الي درجه ان نسخا من كتبه احرقت في الساحات العامة. مجموعه من ست قصص قصيره ومره يحكي يتعامل مع الوضع الاجتماعي والسياسي في إيران في بدايه القرن العشرين، وهو الموضوع الذي لا تزال حتي الآن خارج نطاق الشعراء والكتاب بصفه عامه. كما يختلط هذا قدرا كبيرا من القتال ضد التدخل الغربي في إيران ومنفتحه استهزاء التطرف الإسلامي. بسيط عامي وأسلوبها في الدقيقة درجه النكتة، وزياده تاثير تجعل استيراد قصص مثل «شيكار الفارسيه بتوقيت» (بالفارسيه السكر) أكثر اخلاصا. رد الفعل هذا يأثر جمالزاده الي درجه ان العشرين عاما القادمة وامتنع عن الخوض في أي الأدبية. وبدأ الكتابة مره اخري في الاربعينات، ولكن في ذلك الوقت كان قد خسر المهارة التي تلقن ايجازه جده شكل اصاله الأفكار والعض حس النكتة، وضيق الهيكل السابقة قصص. الحشو، والتوجه نحو استخدام حكيم ملاحظات فلسفيه باطني والمضاربة والاستخفاف حتي أصبحت العلامة المميزة له بعد المساعي. ساهراي ماشار (1947)، تالخو شيرين (1955)، كوهنا شارع الآن (1959)، غاير دياس خودو هيشكاس نابود (1961)، اسمانو ريسمان (1965)، كيساهاي كوتاه باراي باخشاي ريشدار (1974)، وكيساي ام با الآخر راسيد (1979) كتبت خلال هذه المرحلة له الأدبية النشاط. جمالزاده الا يبدا مناقشه معضله الثقافة الغربية الإيرانيين العائدين من الخارج. لزمن طويل بعد ذلك، كرد فعل هؤلاء الابرياء من الشباب علي الذات الاجتهاد بتطبيق نفسها ودعم البيت والبلد يمثل فصلا كبيرا من تاريخ القصة القصيرة في إيران رضا شاه. لا في البيت ولا في المجتمع ان نجد تقديرا للجهود التي بذلها هءلاء الشباب. كما جامالزاده انتقاد محكمه رجال الدين ولا يزال. بعض الأعمال جامالزاده عدم الفارسيه الأسلوب الفريد، بالطبع، ولكنها يمكن ان العض ودقيقه. هدايات في الأعمال، وخصوصا بيرل كانون، مكرسه الي صوريه التوام اركان الحكومة الإيرانيه. اضافه الي الفارسيه، كما علمت جامالزاده الفرنسية والألمانية والعربية، وترجم الكثير من هذه الكتب الي اللغات الفارسيه. المرحلة الثالثة جمالزاده في الأنشطة الأدبية وزن اقل من الثانية. بعد الثورة الإسلامية عام 1979، وعاد الي إيران. ومما a180 الدرجة المقابل يؤيد التغييرات التي احدثتها الخميني واشاد العديد من رجال الدين في المقابلات. جمالزاده توفي في 9 نوفمبر 1997.